# 김민주 (1997년)
김민주(한국 한자: 金珉周, 1997년 6월 18일 ~)은 대한민국의 배우이다.

## 학력
- 가천대학교 연기예술학과 졸업 미디어영상연기학과 (졸업)

## 출연작

### 드라마
- 2025년 tvM 월화드라마 견우와 선녀 - 구도연 역